# Helichrysum devium
Helichrysum devium là một loài thực vật có hoa trong họ Cúc. Loài này được J.Y.Johnson mô tả khoa học đầu tiên năm 1888.